# 시라쓰카정
시라쓰카정(白塚町)은 일본 미에현 가와게군에 설치되었던 정이다. 현재의 쓰시의 일부에 해당한다.